# Downton Abbey - The Essential Collection
Downton Abbey - The Essential Collection è il secondo album della serie televisiva Downton Abbey, uscito il 19 novembre 2012.

## Tracce
Musiche di John Lunn.
1. Chamber Orchestra of London – Downton Abbey - The Suite – 7:09
2. Chamber Orchestra of London – Love and the Hunter – 3:18
3. Chamber Orchestra of London – Emancipation – 2:16
4. Chamber Orchestra of London – Story of my Life – 1:58
5. Mary-Jess Leaverland – Did I Make The Most of Loving You – 4:14
6. Chamber Orchestra of London – Nothing To Forgive – 2:34
7. Chamber Orchestra of London – Fashion – 1:19
8. Chamber Orchestra of London – Damaged – 5:24
9. Chamber Orchestra of London – New World – 1:51
10. Rebecca Ferguson – I'll Count The Days – 2:41 (testo: Don Black)
11. Chamber Orchestra of London – The Fallen – 3:01
12. Chamber Orchestra of London – A Glimpse Of Happiness – 2:03
13. Chamber Orchestra of London – Elopement – 4:44
14. Chamber Orchestra of London – Preparation – 3:26
15. Chamber Orchestra of London – Us And Them – 1:53
16. Chamber Orchestra of London – Patrick – 1:52
17. Chamber Orchestra of London – Deception – 2:50
18. Chamber Orchestra of London – A Dangerous Path – 3:13
19. Scala & Kolacny Brothers – With or Without You – 4:34
20. Chamber Orchestra of London – Violet – 1:55
21. Chamber Orchestra of London – An Ideal Marriage – 2:45
22. Chamber Orchestra of London – A Song And A Dance – 1:28
23. Scala & Kolacny Brothers – Every Breath You Take – 4:27